# Luckington Court
Luckington Court est une country house du début du XVIIe siècle, à côté du petit village de Luckington, dans le nord Wiltshire (300 habitants). Elle a été construite à l'emplacement d'un manoir, déjà mentionné dans le Domesday Book de 1066, appartenant au dernier roi anglo-saxon, Harold, ce qui explique l'appellation « Court ». Située dans la région des Cotswolds, qui a conservé un aspect et un mode de vie ruraux, elle est entourée de 70 hectares de jardins, de vergers et de prairies, ouverts au public.

## Historique
Le bâtiment actuel a été construit à l'époque de la reine Anne, (période baroque).
Il existe encore des fenêtres à meneaux (mullioned windows) sur l'arrière, mais des transformations côté façade furent apportées au XIXe siècle. Les cheminées et les lambris datent du XVIIe siècle. Les dernières modernisations datent des années 1920, lorsque la propriété appartenait à la famille Johnson-Ferguson. Achetée en 1945 par le colonel Trevor Horn, la maison est ensuite occupée par sa fille, et est louée pour des réceptions ou des mariages.

## Luckington Court etOrgueil et Préjugés
En 1994, au cours de la recherche des lieux de tournages pour une nouvelle série télévisée à partir du célèbre roman de Jane Austen Orgueil et Préjugés, Sam Breckman, le location manager, cherchait un lieu pour représenter Longbourn près de Lacock, qui avait déjà été choisi pour figurer la petite ville de Meryton, quand il découvrit Luckington Court, idéalement situé. Pour lui, Luckington et son église correspondaient parfaitement à ce que Jane Austen dit de Longbourn, le village dont les Bennet « étaient presque les seuls occupants », ainsi que de la demeure de la famille Bennet, avec son bosquet, sa pelouse, son petit bois et l'« ermitage ». La propriétaire, Mrs Angela Horn, accepta d'être privée pendant plusieurs mois de sa maison, transformée en demeure du début du XIXe siècle et envahie par des dizaines de personnes.